# Ritratto di Pier Maria Rossi di San Secondo

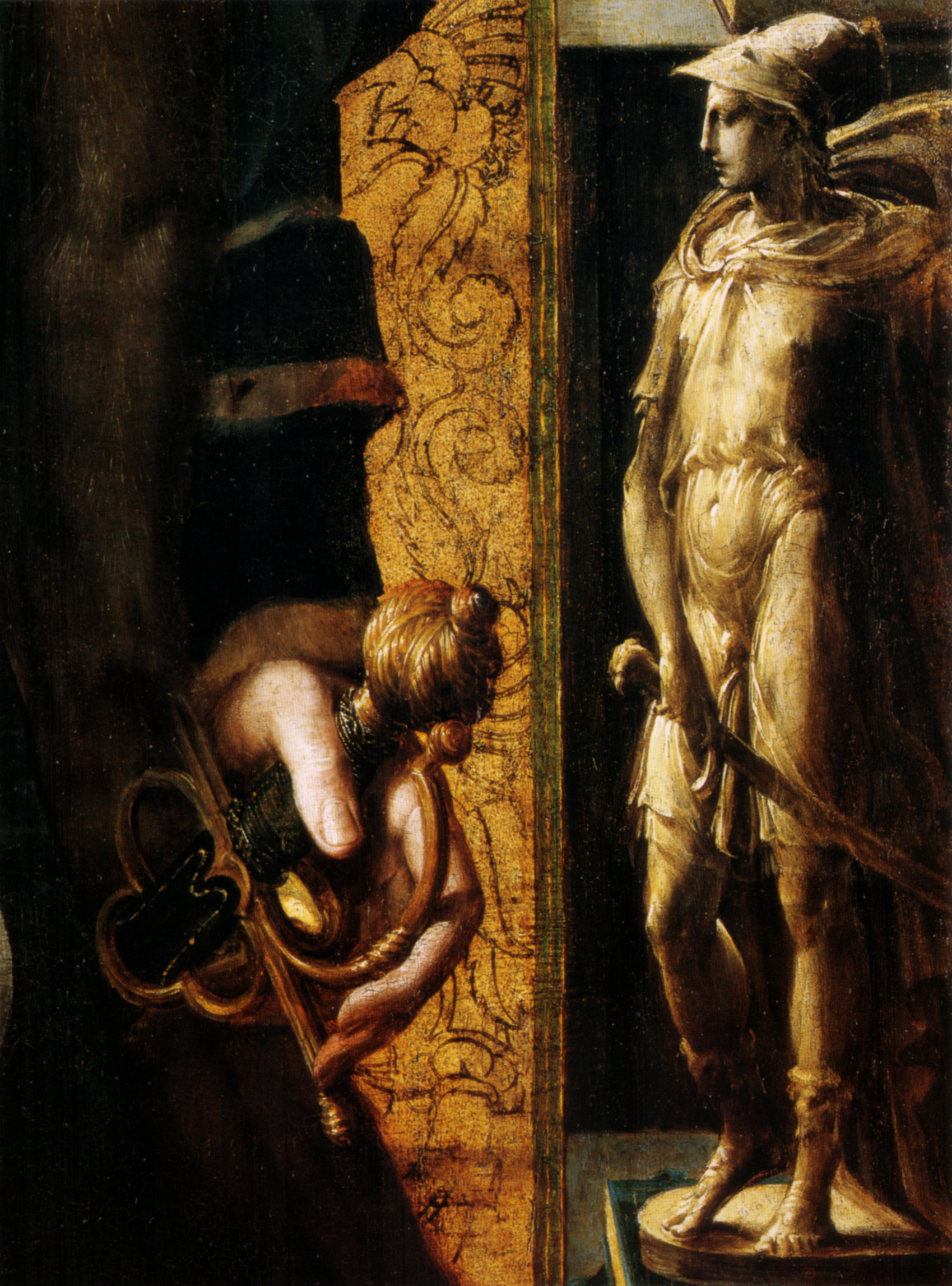
Dettaglio

Il Ritratto di Pier Maria Rossi di San Secondo è un dipinto a olio su tavola (133x98 cm) del Parmigianino, databile al 1535-1539 circa e conservato nel Museo del Prado a Madrid. L'opera fa pendant col Ritratto di Camilla Gonzaga coi tre figli, moglie del conte, ma tale opera, nello stesso museo, è di attribuzione più incerta, almeno per le figure dei bambini.

## Storia
L'inventario del 1686 del real Alcázar di Madrid a Madrid registra nella Sala dell'Aurora un "retrato del conde de San Sigundo". A partire da questa indicazione, nel 1896, il Ricci vi riconobbe Pier Maria III de' Rossi. Una nota del 1630 di un suo discendente, Federico I de' Rossi, ne ricordava infatti l'esistenza di un'effigie a mano del Parmigianino, che era stata descritta anche dal Carrari.
Basseri Rota (1995) ricostruì le tappe che portarono il dipinto in Spagna: nel 1650, nel corso delle trattative tra Farnese di Parma e Rossi di San Secondo su alcuni feudi confiscati a questi ultimi nel 1635, Scipione I de' Rossi si recò alla corte di Madrid, dove ottenne denaro e appoggio da Filippo IV che furono indispensabili per il buon esito della contesa; non portò però con sé il ritratto, ma forse lo promise, o comunque ne parlò, cosicché, nel 1664, un intermediario poté acquistarlo, assieme a quello della moglie, per conto del re dalla collezione del marchese di Serra.
La datazione oscilla tra il 1535 e il 1539, in base a una valutazione dell'età dell'effigiato (nato nel 1504), con un maggior probabilità verso il 1538, quando il conte è documentato a San Secondo e quando Parmigianino, interpretando una nota del Vasari, doveva essersi rifugiato alla sua corte in un momento di particolare tensione coi fabbricieri della Madonna della Steccata a Parma.
Del dipinto e del suo pendant vennero tratte numerose copie in antico. Due, viste a San Secondo da padre Ireneo Affò e scambiate per originali, vennero donate nel 1810 dal conte Rossi a Moreau de Saint Mery: nella copia del ritratto del conte vicino alla statua di Marte compare l'iscrizione "Imperio", assente nell'originale.

## Descrizione e stile
Sullo sfondo di un prezioso tessuto dai damaschi dorati, che il conte aveva probabilmente portato con sé dalla Francia, Pier Maria de' Rossi è ritratto fino a poco sopra il ginocchio, in piedi, indossante un'ampia e lunga giacca nera bordata di pelliccia, un panciotto dello stesso colore, una camicia bianca e un paio di calzoni pure bianchi animati da tagli regolari "alla francese", con l'imbottitura sopra l'inguine, come andava di moda. La posa è fiera e ieratica, con una mano poggiata sul fianco e l'altra sull'elsa della spada, a simboleggiare la sua carriera militare. Ha la barba lunga e i capelli corti e castani, gli occhi espressivi rivolti verso destra, idealmente verso il ritratto della consorte.
A destra, oltre la tenda, si vede un paesaggio di una città densa di monumenti, idealmente Roma, e alcuni oggetti che chiariscono gli interessi e le attitudini del conte: una statua di Marte, dio della guerra che sembra riecheggiare la sua posa, un bassorilievo antico, simbolo dei suoi interessi collezionistici nel campo dell'arte, e alcuni libri, emblema del suo amore per la letteratura, essendo egli stato corrispondente amichevole di Pietro Aretino. La statuetta ha le forme allungate tipiche dell'arte del Parmigianino. Su uno dei libri si trova l'iscrizione "Imperio", che ricorda come all'epoca il conte fosse al servizio di Carlo V.